# Dendrobium parvulum
Dendrobium parvulum är en orkidéart som beskrevs av Robert Allen Rolfe. Dendrobium parvulum ingår i släktet Dendrobium, och familjen orkidéer. Inga underarter finns listade i Catalogue of Life.